# Denuvo
Denuvo Anti-Tamper, або Denuvo — технологія захисту від несанкціонованого злому, розроблена австрійською компанією Denuvo Software Solutions GmbH; компанії, створеної через викуп частки власним менеджментом (MBO) від Sony DADC DigitalWorks.

## Технологія
Ранні повідомлення про те, що Denuvo Anti-Tamper «безперервно шифрує і розшифровує себе так, що неможливо зламати», з'явилися в листопаді 2014 року. Однак Denuvo Software Solutions заявила, що технологія «не постійно зашифровує і розшифровує будь-які дані на носії. Для цього не було б ніякої користі з точки зору безпеки або продуктивності». Компанія не розкриває, як працює Denuvo Anti-Tamper. Китайська варез-група 3DM стверджувала, що вони зламали Denuvo Anti-Tamper 1 грудня 2014 року. Група стверджує, що ця технологія включає в себе «64-бітну шифрувальну машину», яка вимагає криптографічні ключі, унікальні для конкретного обладнання кожної встановленої системи.
Пізніше, на початку грудня, та ж група випустила кряк для гри Dragon Age: Inquisition, яка використовує Denuvo Anti-Tamper для захисту Origin Online Access DRM корпорації Electronic Arts. Але це зайняло майже місяць, що незвично довго для комп'ютерних ігор. Компанія Denuvo визнала, що «кожна захищена гра в кінцевому підсумку може бути зламана». Ars Technica зазначає, що більшість законних продажів для великих ігор відбулися протягом 30 днів з моменту випуску, і тому видавці можуть розглянути Denuvo як успішну, маючи на увазі, що знадобиться значно більше часу для зламування ігор.
Ігри, захищені Denuvo, вимагають повторну онлайн-активацію для кожного оновлення апаратної частини. Denuvo обмежує кількість активацій на 4 оновлення обладнання протягом 24 годин.
За повідомленнями січня 2016 року, 3DM майже відмовилися від спроб зламати гру Just Cause 3, яка захищена Denuvo, через труднощі, які пов'язані з цим процесом. Вони також попереджають, що у зв'язку з нинішніми тенденціями в технології шифрування, через два роки злом відеоігор може стати неможливим. Томас Гобл з Denuvo вважає, що деякі консольні ігри можуть отримати реліз на PC в майбутньому завдяки цій технології. Також було оголошено про те, що 3DM припиняє всі дослідження з Denuvo Anti-Tamper і зупиняє злом всіх однокористувацьких ігор з лютого 2016 року протягом цілого року, і вони починають покладатися на інших крекерів. Через кілька днів засновник 3DM Су Фейфей заявила, що у них є рішення для останньої версії Denuvo, яку використано і іграх Just Cause 3, Rise of the Tomb Raider, FIFA 16; заявивши, що вони ніколи не здавалися. Тим не менш, кряк не був випущений офіційно, і його можна було отримати за допомогою інших засобів.
6 серпня на сайті команди хакерів Skidrow з'явився кряк гри DOOM від раніше невідомої групи хакерів REVOLT; зламав її головний член групи — Voksi; але як виявилося після, це був не повний злом Denuvo, а її обхід. Незабаром на цьому ж сайті були викладені кряки Rise of the Tomb Raider, Just Cause 3 і INSIDE. Пізніше з'явилися кряки Total War: Warhammer, Abzû і Homefront: The Revolution.
8 серпня компанія Valve змогла виправити цей «баг» з обходом Denuvo в Steam, і тепер всі випущені кряки на вищеперелічені ігри вважаються неробочими. Як виявилося трохи пізніше, це був не злом і навіть не обхід Denuvo: це був всього лише баг самого Steam. У той же день 8 серпня група хакерів CONSPIR4CY (коротко CPY) виклала в мережу повноцінний злом Denuvo у вигляді кряка для гри Rise of the Tomb Raider, який вже не потребує Steam взагалі. 
23 серпня на соціальне сайті новин Reddit опублікували новину про те, що в мережі з'явився кряк гри INSIDE від все тієї ж CONSPIR4CY, який також, як і Rise of the Tomb Raider, не вимагає Steam. 
Увага! Версії Denuvo неофіційні, їх так почали позначати CPY , самі Denuvo не мають до цього ніякого відношення. 
7 вересня 2016 року CPY випускає повноцінний кряк вже для гри DOOM. А 23 листопада тими ж CPY був випущений кряк для Deus Ex: Mankind Divided.
Пізніше розробники гри INSIDE прибирають Denuvo зі своєї гри і вона стає доступною в сервісі GOG. 8 грудня id Software також видаляє Denuvo зі своєї гри DOOM. 10 грудня компанія Crytek видаляє захист з гри The Climb.
8 січня 2017 року CPY випустили кряк для гри Far Cry Primal.
Увага! Версії Denuvo неофіційні, їх так почали позначати CPY , самі Denuvo не мають до цього ніякого відношення.
У другій половини 2017 року з'явилась нова реліз-група STEAMPUNKS вона випустила кейген для серії ігор c Denuvo.
Тим часом після довгої перерви,21 січня 2018 року CPY зламують Sonic Forces з новою версією захисту 4.8, 27 січня Star Ocean: The Last Hope, 3 лютого зламують Assassin's Creed: Origins з новою версією Denuvo 4.9 + VMProtect.
18 лютого CPY зламали Final Fantasy XII: The Zodiac Age і припинили нумерувати версії Denuvo , 27 лютого Watch Dogs 2 , 9 березня Need for Speed: Payback , 11 квітня Sword Art Online: Fatal Bullet, 15 квітня CPY зламали Far Cry 5 який оснащений 3 захистами VMP + EAC + Denuvo.
Незважаючи на трудомісткість злому відеоігор, хакер Voksi оновив кряки до Prey (2017), Dishonored: Death of the Outsider, Conan Exiles і Total War: Warhammer II, а пізніше 21 червня 2018 року, успішно зламав Football Manager 2018. 29 червня він же зламав  Puyo Puyo Tetris, 3 липня Injustice 2, 10 липня - Dragon Ball FighterZ в зв'язці c Easy Anti Cheat. 11 липня зламав за рекордний час в 5 годин Shining Resonance Refrain, 20 липня - Total War Saga: Thrones of Britannia.
Починаючи з 21 серпня 2018 року, CODEX оновили кряки до ряду ігор. 11 вересня вони зламали Unravel Two, 14 вересня - F1 2018, а 17 вересня - Dragon Quest Xl. 26 вересня була зламана Jurassic World Evolution, 4 жовтня - Madden NFL 19, 11 жовтня - Assassin's Creed Origins з усіма DLC. 23 жовтня за рекордний час зламали Soulcalibur VI.
5 листопада з`явилась нова команда FCKDRM яка зламала Football Manager 2019 через 4 дні після виходу, 6 листопада - Mega Man 11, 10 листопада зламали HITMAN 2 за 3 дні до релізу,але кряк не у всіх працював. В той же самий день після дуже довгої перерви, (більш ніж пів року пройшло) CPY повернулись та зламали Assassin's Creed: Odyssey з захистом Denuvo + VMProtect, 12 листопада A Way Out, 17 листопада Shadow of the Tomb Raider, 18 листопада Final Fantasy XV, 20 листопада CODEX повідомили про повторний злом Far Cry 5 з усіма доповненнями, 25 листопада CPY зламали HITMAN 2, 26 листопада PES 2019, 30 листопада FIFA 19, 2 грудня CODEX зламали Monster Hunter World, 5 грудня через день після релізу, CPY зламали Just Cause 4. 11 грудня зламали Yakuza 0, 12 грудня - Battlefield V, 22 грудня CPY зламали City Patrol: Police з новим захистом Valeroa + VMProtect, 11 січня 2019 року Strange Brigade, 14 січня Mutant Year Zero: Road to Eden, 16 січня Life is Strange 2 Episode 1.

## Конфлікти
Деякі споживачі стверджують, що Denuvo Anti-Tamper скорочує термін служби твердотільних накопичувачів (SSD), записуючи надмірну кількість даних на диск. Denuvo Software Solutions у відповідь стверджує, що «Denuvo Anti-Tamper не часто зчитує або записує дані на носій».

## Список захищених ігор
Список ігор, в яких була офіційно підтверджено або, за повідомленнями, використовується захист Denuvo Anti-Tamper, включає в себе:
| Назва                                    | Видавець                               | Розробник                    | Дата виходу | Примітки        | Злом          |
| ---------------------------------------- | -------------------------------------- | ---------------------------- | ----------- | --------------- | ------------- |
| FIFA 15                                  | Electronic Arts                        | EA Canada                    | 23.09.2014  | [ 35 ]          | Так           |
| Dragon Age: Inquisition                  | Electronic Arts                        | BioWare                      | 18.11.2014  | [ 37 ]          | Так           |
| Battlefield: Hardline                    | Electronic Arts                        | Visceral Games               | 17.03.2015  | [ 39 ]          | Так           |
| Batman: Arkham Knight                    | Warner Bros. Interactive Entertainment | Rocksteady Studios           | 23.06.2015  | [ 41 ]          | Так           |
| Metal Gear Solid V: The Phantom Pain     | Konami                                 | Kojima Productions           | 01.09.2015  | [ 43 ]          | Так           |
| FIFA 16                                  | Electronic Arts                        | EA Canada                    | 22.09.2015  | [ 45 ]          | Ні            |
| Star Wars: Battlefront                   | Electronic Arts                        | EA DICE                      | 17.11.2015  | [ 46 ]          | Ні            |
| Just Cause 3                             | Square Enix                            | Avalanche Studios            | 01.12.2015  | [ 47 ]          | Так           |
| Rise of the Tomb Raider                  | Square Enix                            | Crystal Dynamics             | 28.01.2016  | [ 49 ]          | Так           |
| Unravel                                  | Electronic Arts                        | Coldwood Interactive         | 09.02.2016  | [ 51 ]          | Так           |
| Plants vs. Zombies: Garden Warfare 2     | Electronic Arts                        | PopCap Games                 | 23.02.2016  | [ 53 ]          | Ні            |
| Far Cry Primal                           | Ubisoft                                | Ubisoft Montreal             | 01.03.2016  | [ 54 ]          | Так           |
| Need for Speed                           | Electronic Arts                        | Ghost Games                  | 15.03.2016  | [ 56 ]          | Ні            |
| Eve: Gunjack                             | CCP Games                              | CCP Games                    | 28.03.2016  | [ 57 ]          | Ні            |
| Total War: Warhammer                     | Sega                                   | Creative Assembly            | 24.05.2016  | [ 58 ]          | Так           |
| Edge of Nowhere                          | Insomniac Games                        | Insomniac Games              | 06.06.2016  | [ 60 ]          | Ні            |
| Mirror’s Edge: Catalyst                  | Electronic Arts                        | EA DICE                      | 07.06.2016  | [ 61 ]          | Так           |
| F1 2016                                  | Codemasters                            | Codemasters                  | 19.08.2016  | [ 63 ]          | Так           |
| Deus Ex: Mankind Divided                 | Square Enix                            | Eidos Montreal               | 23.08.2016  | [ 65 ]          | Так           |
| Fernbus Simulator                        | Aerosoft                               | TML-Studios                  | 25.08.2016  | [ 67 ]          | Так           |
| Champions of Anteria                     | Ubisoft                                | Blue Byte                    | 30.08.2016  | [ 69 ]          | Так           |
| God Eater Resurrection                   | Bandai Namco Entertainment             | Shift                        | 30.08.2016  | [ 71 ]          | Так           |
| God Eater 2: Rage Burst                  | Bandai Namco Entertainment             | Shift                        | 30.08.2016  | [ 73 ]          | Так           |
| Damaged Core                             | High Voltage Software                  | High Voltage Software        | 30.08.2016  | [ 75 ]          | Ні            |
| Pro Evolution Soccer 2017                | Konami Digital Entertainment           | PES Productions              | 15.09.2016  | [ 76 ]          | Так           |
| FIFA 17                                  | Electronic Arts                        | EA Canada                    | 27.09.2016  | [ 78 ]          | Так           |
| Rocksmith 2014 Remastered                | Ubisoft                                | Ubisoft San Francisco        | 06.10.2016  | [ 80 ]          | Ні            |
| WRC 6                                    | Bigben Interactive                     | Kylotonn                     | 14.10.2016  | [ 81 ]          | Так           |
| Battlefield 1                            | Electronic Arts                        | EA Digital Illusions CE      | 21.10.2016  | [ 83 ]          | Так           |
| Just Dance 2017                          | Ubisoft                                | Ubisoft Paris                | 25.10.2016  | [ 85 ]          | Ні            |
| Rock Band VR                             | Harmonix Music Systems                 | Harmonix Music Systems       | 30.10.2016  | [ 86 ]          | Ні            |
| Golfzon Driving Range                    | Golfzon                                | Golfzon                      | 01.11.2016  | [ 87 ]          | Ні            |
| Football Manager 2017                    | Sega                                   | Sports Interactive           | 04.11.2016  | [ 88 ]          | Так           |
| Dragon Front                             | High Voltage Software                  | High Voltage Software        | 06.11.2016  | [ 90 ]          | Ні            |
| Yesterday Origins                        | Microids                               | Pendulo Studios              | 10.11.2016  | [ 91 ]          | Так           |
| Handball 17                              | Bigben Interactive                     | Eko Software                 | 11.11.2016  | [ 93 ]          | Ні            |
| Planet Coaster                           | Frontier Development                   | Frontier Development         | 17.11.2016  | [ 94 ]          | Так           |
| Watch_Dogs 2                             | Ubisoft                                | Ubisoft Montreal             | 29.11.2016  | [ 96 ]          | Так           |
| Dead Rising 4                            | Microsoft Studios                      | Capcom Vancouver             | 06.12.2016  | [ 98 ]          | Так           |
| Eagle Flight                             | Ubisoft                                | Ubisoft Montreal             | 20.12.2016  | [ 100 ]         | Ні            |
| Resident Evil 7: Biohazard               | Capcom                                 | Capcom                       | 24.01.2017  | [ 101 ]         | Так           |
| Tales of Berseria                        | Bandai Namco Entertainment             | Bandai Namco Studios         | 24.01.2017  | [ 103 ]         | Так           |
| Conan Exiles                             | Funcom                                 | Funcom                       | 31.01.2017  | [ 105 ]         | Так           |
| Robinson: The Journey                    | Crytek                                 | Crytek                       | 07.02.2017  | [ 107 ]         | Ні            |
| For Honor                                | Ubisoft                                | Ubisoft Montreal             | 14.02.2017  | [ 108 ]         | Ні            |
| Sniper Elite 4                           | Rebellion Developments                 | Rebellion Developments       | 14.02.2017  | [ 109 ]         | Так           |
| Halo Wars 2                              | Microsoft Studios                      | Creative Assembly            | 21.02.2017  | [ 111 ]         | Так           |
| Tom Clancy's Ghost Recon Wildlands       | Ubisoft                                | Ubisoft Paris                | 07.03.2017  | [ 113 ]         | Так           |
| Train Sim World: CSX Heavy Haul          | Dovetail Games                         | Dovetail Games               | 16.03.2017  | [ 116 ]         | Так           |
| NieR: Automata                           | Square Enix                            | PlatinumGames                | 17.03.2017  | [ 118 ]         | Так           |
| Dragon Quest Heroes II                   | Square Enix                            | Omega Force                  | 25.04.2017  | [ 121 ]         | Так           |
| Warhammer 40,000: Dawn of War III        | SEGA                                   | Relic Entertainment          | 27.04.2017  | [ 123 ]         | Так           |
| Prey                                     | Bethesda Softworks                     | Arkane Studios               | 05.05.2017  | [ 125 ]         | Так           |
| Battlezone                               | Rebellion Developments                 | Rebellion Developments       | 11.05.2017  | [ 128 ]         | Так           |
| Tekken 7                                 | Bandai Namco Entertainment             | Bandai Namco Studio          | 02.06.2017  | [ 130 ]         | Так           |
| Hunting Simulator                        | Bigben Interactive                     | Neopica                      | 09.06.2017  | [ 133 ]         | Так           |
| Lone Echo                                | Ready at Dawn                          | Ready at Dawn                | 20.07.2017  | [ 135 ]         | Так           |
| White Day: A Labyrinth Named School      | Sonnori Corp                           | Sonnori Corp                 | 22.08.2017  | [ 137 ] [ 138 ] | Так           |
| F1 2017                                  | Codemasters                            | Codemasters                  | 25.08.2017  | [ 141 ]         | Так           |
| Sonic Mania                              | Sega                                   | Headcannon, PagodaWest Games | 29.08.2017  | [ 143 ]         | Так           |
| Monopoly Plus                            | Ubisoft                                | Ubisoft Pune                 | 07.09.2017  | [ 145 ]         | Так           |
| Pro Evolution Soccer 2018                | Konami                                 | PES Production               | 14.09.2017  | [ 147 ]         | Так           |
| WRC 7 FIA World Rally Championship       | Bigben Interactive                     | Kylotonn                     | 15.09.2017  | [ 149 ]         | Так           |
| Total War: Warhammer II                  | Sega                                   | Creative Assembly            | 27.09.2017  | [ 151 ]         | Так           |
| FIFA 18                                  | Electronic Arts                        | EA Canada                    | 28.09.2017  | [ 153 ]         | Так           |
| Middle-earth™: Shadow of War             | WB Games                               | Monolith Productions         | 10.10.2017  | [ 155 ]         | Так           |
| South Park: The Fractured But Whole      | Ubisoft                                | South Park Digital Studios   | 17.10.2017  | [ 113 ]         | Так           |
| Assassin’s Creed Origins                 | Ubisoft                                | Ubisoft Montreal             | 27.10.2017  | [ 158 ]         | Так           |
| Sonic Forces                             | Sega                                   | Sonic Team                   | 07.11.2017  | [ 160 ]         | Так           |
| Football Manager 2018                    | Sega                                   | Sports Interactive           | 10.11.2017  | [ 162 ]         | Так           |
| Need for Speed: Payback                  | Electronic Arts                        | Ghost Games                  | 10.11.2017  | [ 164 ]         | Так           |
| Injustice 2                              | Warner Bros. Interactive Entertainment | NetherRealm Studios          | 14.11.2017  | [ 166 ]         | Так           |
| Star Wars: Battlefront II                | Electronic Arts                        | EA DICE                      | 17.11.2017  | [ 168 ]         | Ні            |
| Star Ocean: The Last Hope                | Square Enix                            | tri-Ace                      | 28.11.2017  | [ 169 ]         | Так           |
| Dragon Ball FighterZ                     | BANDAI NAMCO Entertainment             | Arc System Works             | 26.01.2018  | [ 171 ]         | Так           |
| Final Fantasy XII: The Zodiac Age        | Square Enix                            | Square Enix                  | 01.02.2018  | [ 173 ]         | Так           |
| Fe                                       | Electronic Arts                        | Zoink                        | 16.02.2018  | [ 175 ]         | Ні            |
| Sword Art Online Fatal Bullet            | BANDAI NAMCO Entertainment             | DIMPS                        | 23.02.2018  | [ 176 ]         | Так           |
| Puyo Puyo Tetris                         | SEGA                                   | Bitbaboon, Sonic Team        | 27.02.2018  | [ 178 ]         | Так           |
| Final Fantasy XV: Windows Edition        | Square Enix                            | Square Enix                  | 06.03.2018  | [ 180 ]         | Так           |
| A Way Out                                | Electronic Arts                        | Hazelight Studios            | 23.03.2018  | [ 182 ]         | Так           |
| Far Cry 5                                | Ubisoft                                | Ubisoft Montreal             | 27.03.2018  | [ 184 ]         | Так           |
| Total War Saga: Thrones of Britannia     | SEGA                                   | Creative Assembly            | 03.05.2018  | [ 186 ]         | Так[джерело?] |
| Unravel 2                                | Electronic Arts                        | Coldwood Interactive         | 09.06.2018  | [ 187 ]         | Так[джерело?] |
| Jurassic World Evolution                 | Frontier Developments                  | Frontier Developments        | 12.06.2018  | [ 188 ]         | Так           |
| Bus Simulator 18                         | Astragon Entertainment GmbH            | stillalive studios           | 13.06.2018  | [ 190 ]         | Ні            |
| The Awesome Adventures of Captain Spirit | Square Enix                            | DONTNOD Entertainment        | 25.06.2018  | [ 191 ]         | Так           |
| Shining Resonance Refrain                | SEGA                                   | SEGA                         | 10.07.2018  | [ 193 ]         | Так[джерело?] |
| Yakuza 0                                 | SEGA                                   | SEGA                         | 01.08.2018  | [ 194 ]         | Так           |
| Monster Hunter: World                    | Capcom                                 | Capcom                       | 09.08.2018  | [ 196 ]         | Так           |
| Madden 19                                | Electronic Arts                        | EA Sports                    | 10.08.2018  | [ 198 ]         | Так           |
| Burnout Paradise Remastered              | Electronic Arts                        | Criterion Studios            | 21.08.2018  | [ 200 ]         | Ні            |
| F1 2018                                  | Codemasters                            | Codemasters                  | 24.08.2018  | [ 201 ]         | Так           |
| Strange Brigade                          | Rebellion                              | Rebellion                    | 28.08.2018  | [ 203 ]         | Так           |
| Pro Evolution Soccer 2019                | Konami                                 | Konami                       | 30.08.2018  | [ 205 ]         | Так           |
| Dragon Quest XI                          | Square Enix                            | Square Enix                  | 04.09.2018  | [ 207 ]         | Так           |
| Zone of the Enders The 2nd Runner        | Konami Digital Entertainment           | Konami Digital Entertainment | 04.09.2018  | [ 209 ]         | Ні            |
| Shadow of the Tomb Raider                | Square Enix                            | Eidos-Montréal               | 14.09.2018  | [ 210 ]         | Так           |
| New Gundam Breaker                       | BANDAI NAMCO Entertainment             | Crafts & Meister Co., Ltd.   | 25.09.2018  | [ 212 ]         | Ні            |
| Valkyria Chronicles 4                    | SEGA                                   | SEGA                         | 25.09.2018  | [ 213 ]         | Ні            |
| Life is Strange 2                        | Square Enix                            | DONTNOD Entertainment        | 26.09.2018  | [ 214 ]         | Так           |
| FIFA 19                                  | EA Sports                              | EA Canada                    | 28.09.2018  | [ 216 ]         | Так           |
| Assassin’s Creed Odyssey                 | Ubisoft                                | Ubisoft Quebec               | 05.10.2018  | [ 218 ]         | Так           |
| Soul Calibur VI                          | BANDAI NAMCO Entertainment             | Bandai Namco Studio          | 19.10.2018  | [ 220 ]         | Так           |
| The Quiet Man                            | Square Enix                            | Square Enix                  | 01.11.2018  | [ 222 ]         | Ні            |
| Football Manager 2019                    | SEGA                                   | Sports Interactive           | 02.11.2018  | [ 223 ]         | Так           |
| Hitman 2                                 | Warner Bros. Interactive Entertainment | IO Interactive               | 13.11.2018  | [ 225 ]         | Так           |
| Battlefield V                            | Electronic Arts                        | EA DICE                      | 20.11.2018  | [ 228 ]         | Так           |
| Just Cause 4                             | Square Enix                            | Avalanche Studios            | 04.12.2018  | [ 230 ]         | Так[джерело?] |
| Mutant Year Zero: Road to Eden           | Funcom                                 | The Bearded Ladies           | 04.12.2018  | [ 231 ]         | Так           |
| Tourist Bus Simulator                    | Aerosoft GmbH                          | TML-Studios                  | 06.12.2018  | [ 233 ]         | Ні            |
| Resident Evil 2                          | Capcom                                 | Capcom                       | 25.01.2019  | [ 234 ]         | Так           |
| Ace Combat 7: Skies Unknown              | BANDAI NAMCO Entertainment             | Bandai Namco Studio          | 01.02.2019  | [ 235 ]         | Ще не вийшла  |
| Far Cry New Dawn                         | Ubisoft                                | Ubisoft Montreal             | 15.02.2019  | [ 236 ]         | Так           |
| Anno 1800                                | Ubisoft                                | Blue Byte                    | 26.02.2019  | [ 237 ]         | Ні            |
| Total War Three Kingdoms                 | SEGA                                   | Creative Assembly            | 07.03.2019  | [ 238 ]         | Ще не вийшла  |
| Devil May Cry 5                          | Capcom                                 | Capcom                       | 08.03.2019  | [ 239 ]         | Так           |
| Pro Evolution Soccer 2020                | Konami                                 | PES Productions              | 10.09.2019  |                 | Ні            |
| FIFA 20                                  | EA Sports                              | EA Canada                    | 27.09.2019  |                 | Ні            |
| Yakuza Kiwami                            | SEGA                                   | SEGA                         | TBA         | [ 240 ]         | Ще не вийшла  |
| Emergency Tycoon                         | Aerosoft GmbH                          | stillalive studios           | TBA         | [ 241 ]         | Ще не вийшла  |